# Archipel de Beaufort
L’archipel de Beaufort et le comté du même nom sont situés sur le littoral au sud de la Caroline du Sud, entre Charleston et Savannah. Ce fut le lieu du premier établissement français (Parris Island) dans cette région au XVIe siècle, avec Jean Ribault, puis le centre d'un développement des cultures coloniales à la fin du XVIIIe siècle, avec l'indigo puis le coton, et la région la plus riche de la Caroline du Sud, où se sont bâties les fortunes dans le coton après 1790.

## 700 kilomètres carrés en proie aux pirates
Cet archipel, appelé aussi Port-Royal, s'étend sur plus de 700 kilomètres carrés et Beaufort est à ses débuts le principal village du comté, qui s'étend ensuite sur le littoral tout proche. 
Après avoir été victime de la scission de la Caroline en 1712, de la Guerre des Yamasee de 1716, puis écumée par les pirates français et espagnols dans les années 1730, la région accueillit en 1740 un planteur d'indigo français venu de Saint-Domingue, André Desveaux (?-1784), qui développa cette culture à grande échelle sur sa plantation de la rivière Ashley.

## Une dynastie dans l'indigo puis le coton de Saint-Domingue aux Bahamas
André II Desveaux, l'héritier, épousa Hanna, la fille du colonel John Palmer, formant l'un des principales dynasties de planteurs dans les paroisses de Saint-Héléna et Prince William, où leurs petits-enfants vont ensuite développer le coton. 
Leur petit-fils André IV, marié à une loyaliste anglaise, prendra la tête d'une expédition d'anglais loyalistes qui se sont emparés des Bahamas en 1784 avec 6 000 de leurs esclaves, faisant quadrupler la population noire et développant les nouvelles variétés de coton, pour en exporter en 1787 pour 219 tonnes soit une valeur de 27 393 sterling, avant d'être contraint de revenir en Caroline, car le sol sableux des Bahamas s'épuisait.
D'autres planteurs français d'indigo vivaient dans les années 1750 en Caroline, dont John Deleberre, qui revend en 1752 ses terres à un autre colonel anglais, Nathaniel Barnwell (1705-1775), qui lèguera à ses enfants une propriété de 89 esclaves, contre 15 esclaves pour la moyenne des plantations de la région durant la période 1750 à 1775.

## L'essor du riz dans les années 1760
Dans les années 1760, c'est la culture du riz qui se développe, le traité de Paris de 1764 stabilisant les relations avec les Espagnols et les Français. L'archipel est la région de Caroline qui connaît la plus forte croissance. D'autres planteurs aux noms français comme John Kinnard Deleberre, Philoteus Chifelle ou Charles et Cornelius Dupont, qui se feront élire au congrès de Caroline du Sud, font fortune dans le riz, en allant vers l'intérieur des terres, le long de la rivière Savannah, qui trace la frontière entre la Caroline du Sud et la Géorgie.

## L'avènement du Sea Island cotton après 1784
Le premier planteur de Sea Island cotton dans la région fut en 1784 le colonel Roger Kelsal, mort en 1788, à qui a succédé son fils William Kelsal, mort en 1791 sur sa plantation de Little Exuma, aidé de son beau-frère Daniel de Saussure et de son associé Jean-Marc Verdier, appelé aussi John Mark Verdier. Le coton s'est installé prioritairement sur les paroisses de Saint Helena et Saint Luke.
À la frontière géorgienne toute proche, le planteur Alexandre Bissel plante aussi du Sea Island cotton en 1786 et l'exporte en 1788.
Né en Asie mineure, Nicholas Turnbull (1754-1824) a ramené des semences de coton qu'il a planté en 1787 sur l'île Mosquito, où son père Turnbull avait reçu des terres en 1763. En 1790 en Caroline, William Eliott produit aussi cette variété de coton.
Dès 1791, Francis Levett un autre planteur, qui a vécu en Italie puis a fui aux Bahamas après la guerre d'indépendance avant de revenir en Caroline du Sud, exporte 10 000 livres de coton. Entre 1790 et 1801, les exportations de coton de Caroline du Sud sont multipliées par 800, et atteignent 8,4 millions de livres, grâce au retour des planteurs qui s'étaient exilés aux Bahamas, dont André Desveaux IV. À Savannah, le cotton gin d'Eli Whitney perfectionne en 1793 le roller gin mis au point en 1778 par Kinsey Burden et développé aux Bahamas. La production de coton est multipliée par huit entre 1794 et 1804. Le prix moyen du coton sur la décennie 1790 (35 cents la livre) est pourtant moins élevé que sur années 1816-1820, avec le pic de 1816 à 63,2 cents la livre.

## L'échec du collège de Beaufort, les révoltes d'esclaves et la guerre de Sécession
Un « collège de Beaufort » est fondé, avec pour ambition d'accueillir la meilleure jeunesses des familles de planteurs de coton et de sucre des îles françaises des Antilles, mais l'échec de l'expédition de Saint-Domingue en 1804, l'année où le collège ouvre ses portes limite ces rêves de grandeur. La région accueille alors surtout des réfugiés français de Saint-Domingue en Amérique.
La région fut ensuite le théâtre de révoltes d'esclaves sanglantes, dont celle de Denmark Vesey en 1822 et accueillit beaucoup d’esclave appelés gullah, synonyme de l'ethnie venue d'Angola, qui a importé en Caroline certaines variétés de riz très recherchées, popularisées plus tard par la marque Oncle Ben's. 
Après la guerre de Sécession, « sur 40 000 habitants du comté, 33 000 étaient esclaves. Dans tous les États du Sud, il n'existait en 1860 que sept comtés où la proportion des noirs fût plus élevé relativement à la population blanche », selon le témoignage d’Élysée Reclus. Selon lui, 8 000 esclaves « restèrent dans l'archipel de Beaufort après la fuite précipitée des propriétaires » et « la moyenne des esclaves trouvés sur chaque plantation dépassait quarante ».

### Grands planteurs
- Thomas Spalding
- Pierce Butler
- Jean Bérard de Moquet
- Francis Levett
- Alexandre Bissel
- André Desveaux